# Renzo Ragazzi
Renzo Ragazzi (* 16. August 1929 in Ferrara; † 20. April 2010 ebenda) war ein italienischer Dokumentarfilmer und Regieassistent.

## Leben
Ragazzi war in seiner Geburtsstadt im Kulturbetrieb und im von ihm gegründeten „Cineclub Fedic“ aktiv, wo er Kurzfilme drehte. Zu Beginn der 1950er Jahre wurde er zum Regieassistenten Florestano Vancinis. In eigener Verantwortung drehte er ab 1956 Dokumentarwerke (unter anderem über die Po-Ebene und Ferrara), bevor er sich ab 1960 – erneut und zunächst bei Vancini und nun in Rom lebend – als Regieassistent zahlreicher Filmemacher dem Spielfilm zuwandte und mit Duccio Tessari, Luigi Comencini und zahlreichen anderen Regisseuren zusammenarbeitete. Nach einem Engagement als Second Unit-Regisseur für eine Fernsehverfilmung von Robinson Crusoe erschien 1969 sein einziger Spielfilm, Rufnummer Kopenhagen Sex Sex Sex (Il primo premio si chiama Irene), ein in Dänemark entstandener Report-Film. Danach trat er nur noch einmal als Regieassistent für Sergio Grieco in Erscheinung.

## Filmografie (Auswahl)
- 1969: Rufnummer Kopenhagen Sex Sex Sex (Il primo premio si chiama Irene)